# Eragrostis glutinosa
Eragrostis glutinosa är en gräsart som först beskrevs av Olof Swartz, och fick sitt nu gällande namn av Carl Bernhard von Trinius. Eragrostis glutinosa ingår i släktet kärleksgrässläktet, och familjen gräs. Inga underarter finns listade i Catalogue of Life.